# Бромеж (Мазовецьке воєводство)
Бромеж (пол. Bromierz) — село в Польщі, у гміні Старожреби Плоцького повіту Мазовецького воєводства.
Населення — 115 осіб (2011).
У 1975-1998 роках село належало до Плоцького воєводства.

## Демографія
Демографічна структура станом на 31 березня 2011 року:
|          | Загалом | Допрацездатний вік | Працездатний вік | Постпрацездатний вік |
| -------- | ------- | ------------------ | ---------------- | -------------------- |
| Чоловіки | 55      | 17                 | 32               | 6                    |
| Жінки    | 60      | 21                 | 23               | 16                   |
| Разом    | 115     | 38                 | 55               | 22                   |